# Irish Moiled

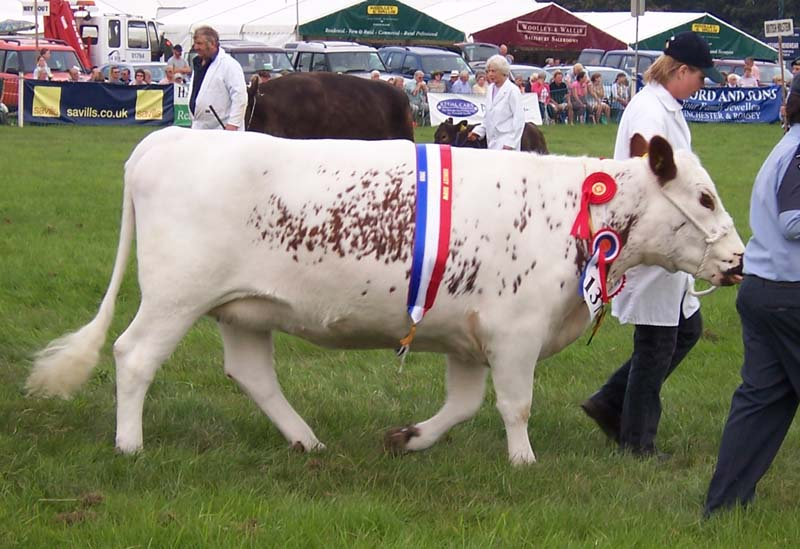
Ein Irish Moiled als Preissieger

Das Irish Moiled (irisch an bhó mhaol) ist eine seltene Rinderrasse aus Irland. Die Rasse wird vom britischen Rare Breeds Survival Trust als bedroht eingestuft.
Die Bezeichnung „moiled“ bedeutet „hornlos“. Irish Moileds besitzen ein rotes Fell mit jeweils einem weißen Streifen entlang der Rückenlinie und des Bauches. Die Farbe ist jedoch sehr variabel: Es gibt Tiere, die vollständig weiß mit roten Ohren sind und andere, die fast vollständig rot sind.                                       
Irish Moileds sind eine Zweinutzungsrasse für Fleisch und Milch.